# Sord M 5
Sord M 5 (M 5) је кућни рачунар, производ фирме Sord који је почео да се израђује у Јапану током 1982. године.
Користио је Zilog Z80A као централни микропроцесор а РАМ меморија рачунара M 5 је имала капацитет од 4 KB (до 36 KB). 

## Детаљни подаци
Детаљнији подаци о рачунару M 5 су дати у табели испод.
|                       |                                                                                             |
| [ 1 ]                 |                                                                                             |
| Произвођач            |                                                                                             |
| Тип                   | кућни рачунар                                                                               |
| Меморија              | 4 (до 36 )                                                                                  |
| Поријекло             | Јапан                                                                                       |
| Година                | 1982                                                                                        |
| Тастатура             | калкулаторски тип, 55 тастера. Велика и мала слова, 64 графичких симбола, 28 Бејсик команди |
| Процесор              |                                                                                             |
| Фреквенција процесора | 3,58                                                                                        |
| RAM                   | 4 (до 36 )                                                                                  |
| ROM                   | 8 (све до 28 )                                                                              |
| Текст                 | 40 x 24 (матрица знакова: 6 x 8 пиксела)                                                    |
| Графика               | 32 x 24 (матрица знакова 8x8), 64 x 48 (матрица знакова 4x4), 256 x 192 (пуна графика)      |
| Боја                  | 16                                                                                          |
| Звук                  | SN76489AN: 3 гласа (6 октава), 1 канал шума, 7 посебних звукова                             |
| Димензије             | 10,5 (ширина) x 7,25 (дубина) x 1,5 (висина)                                                |
| Портови               |                                                                                             |
| Оперативни систем     | [[]]                                                                                        |